# Ernst-Ingolf Angermann

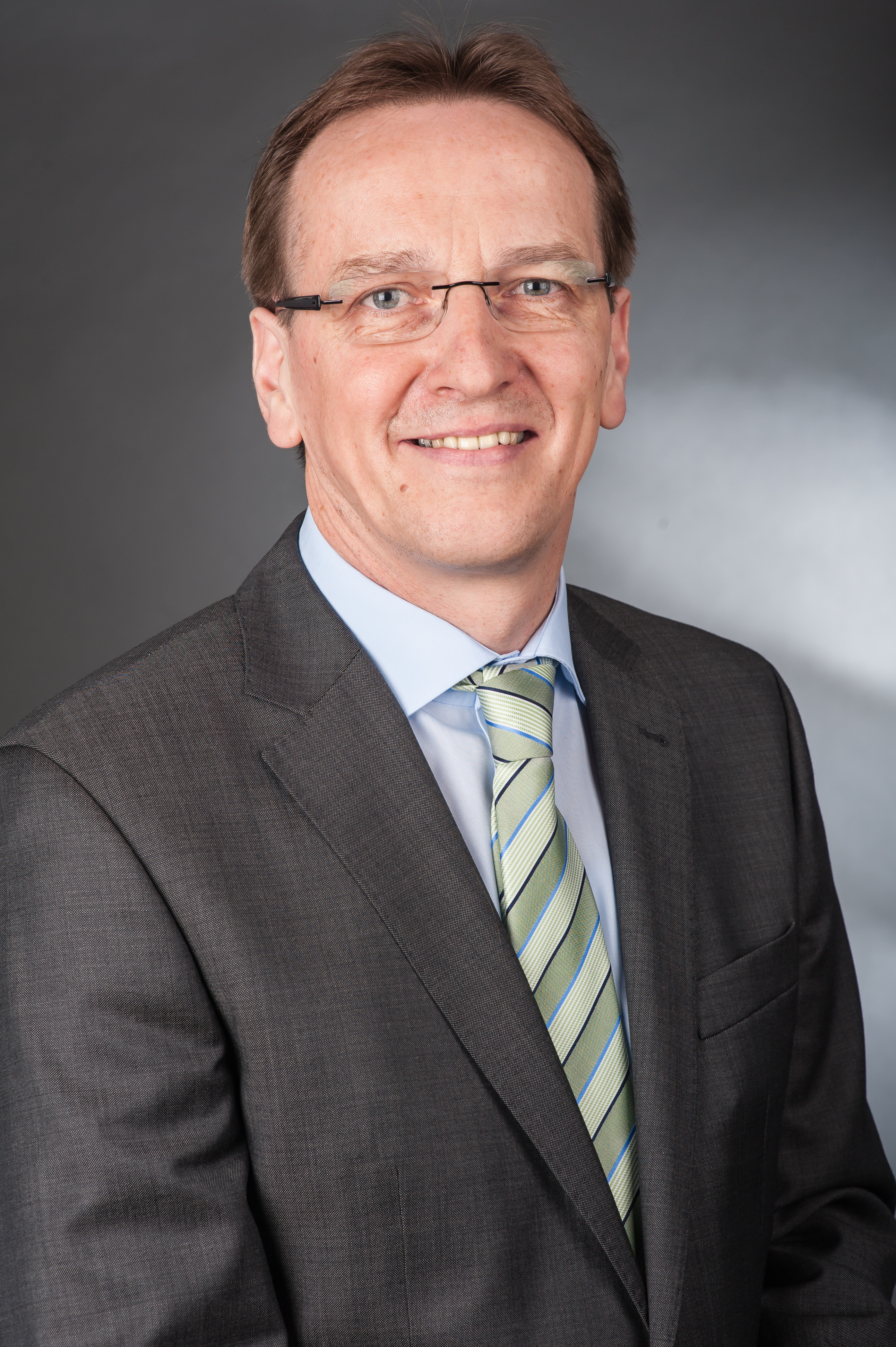
Ernst-Ingolf Angermann, 2013

Ernst-Ingolf Angermann (* 10. November 1960 in Celle) ist ein deutscher Politiker (CDU). Er war von 2013 bis 2017 Mitglied des Niedersächsischen Landtags.

## Ausbildung, Beruf und Familie
Ernst-Ingolf Angermann wuchs in Langlingen auf dem landwirtschaftlichen Betrieb seiner Familie auf. Er schloss die Schule mit dem Erweiterten Sekundarabschluss ab und absolvierte anschließend eine landwirtschaftliche Ausbildung, die er 1983 am Thaer-Seminar in Celle als staatlich geprüfter Landwirtschaftsleiter abschloss. Im Jahr 1983 übernahm er im Alter von 22 Jahren die Verantwortung für die Landwirtschaftsbetriebe seines Vaters und seines Onkels. 2012 übergab er die Leitung des Betriebes an seinen Sohn.
Angermann ist verheiratet und Vater von zwei Kindern.

## Politik
Im Jahr 1986 trat Angermann in die CDU ein und wurde im gleichen Jahr Mitglied des Gemeinderates von Langlingen. Seit 1991 ist er Mitglied des Samtgemeinderates der Samtgemeinde Flotwedel. Von 2001 bis 2006 war er stellvertretender Bürgermeister von Langlingen, seit 2006 ist er ehrenamtlicher Bürgermeister von Langlingen. Im Jahr 2006 wurde er zudem in den Kreistag des Landkreises Celle gewählt, wo er u. a. im Ausschuss für Wirtschaft und Verkehr und im Ausschuss für Umwelt und ländlicher Raum sowie als stellvertretender Vorsitzender der CDU-Kreistagsfraktion tätig war. Seit 2012 ist Angermann zudem stellvertretender Vorsitzender des CDU-Kreisverbandes Celle.
Im Juni 2012 stellte ihn die CDU als Nachfolger des verstorbenen Karl-Heinrich Langspecht als Direktkandidat der CDU im Landtagswahlkreis Bergen auf. Bei der niedersächsischen Landtagswahl am 20. Januar 2013 gewann Angermann den Wahlkreis mit 49,3 % der Erststimmen. Bei der Landtagswahl 2017 trat Angermann nicht wieder an.